# LibreOffice Calc
LibreOffice Calc — вільний та крос-платформовий редактор електронних таблиць, що входить до офісного пакету LibreOffice.

## Основні функції
LibreOffice Calc є повнофункціональною програмою роботи з електронними таблицями. Основним форматом файлу Calc є Open Document Spreadsheet (закінчення .ods); при тому програма може також відкривати та зберігати файли в форматі Microsoft Excel (.xls), CSV та інших, а також читати файли в форматі .xslx. Окрім того, підтримується експорт у формат PDF, PostScript та HTML.
До основних можливостей Calc належать:
- використання формул та функцій для здійснення обчислень даних в таблицях;
- функції фільтрування та впорядкування даних в таблицях;
- створення динамічних 2- та 3-вимірних графіків даних;
- створення зведених таблиць, які дозволяють проводити аналіз та порівняння великих масивів даних;
- підтримка стилів та шаблонів;
- написання макросів мовами LibreOffice Basic, Python, BeanShell та JavaScript.

## Виноски
1. ↑  Calc. A Spreadsheet That Meets Any Need. Архів оригіналу за 23 серпня 2013. Процитовано 9 лютого 2013. [Архівовано 2013-08-28 у Wayback Machine.]
2. ↑  LibreOffice 3.4 Calc Guide (PDF). Архів оригіналу (PDF) за 27 жовтня 2012. Процитовано 9 лютого 2013.